# Annette Charles
Annette Charles, née le 5 mars 1948 à Los Angeles et morte le 3 août 2011 dans la même ville, est une actrice américaine surtout connue pour son rôle de Charlene "Cha Cha" DiGregorio dans Grease. Par la suite, elle fait plusieurs apparitions à la télévision.
Annette Charles est née Annette Cardonna à Los Angeles, en Californie. Sous ce nom, elle est professeur à l'Université d'État de Californie à Northridge. 
Elle meurt le 3 août 2011 à Los Angeles de complications dues à un cancer du poumon.